# 銅鑼圈 (苗栗縣)
銅鑼圈，是臺灣苗栗縣三灣鄉的一個傳統地域名稱，位於該鄉北部。相較於今日行政區，其範圍大致為銅鏡村不含沙坑溪及峨眉溪左岸部分。

## 歷史
台灣清治末期至日治初期，銅鑼圈地區為一街庄，稱為「銅鑼圈庄」，隸屬於竹南一堡。該庄北邊西側較大段與珊珠湖庄為鄰，北邊東側較小段及東北邊隔陸地及中港溪支流峨眉溪與富興庄為界，東與十二藔庄為鄰，南邊東側較大段隔陸地及峨眉溪支流沙坑溪與崁頂藔庄為界，南邊西側較小段及西邊隔沙坑溪分別與北埔庄、三灣庄為界。
1901年（日治明治三十四年）11月，全台廢縣廳改設二十廳，該庄隸屬於新竹廳。1909年（明治四十二年）10月，合併二十廳為十二廳，該庄隸屬不變。1920年（大正九年），廢十二廳改設五州二廳，該庄改制為「銅鑼圈」大字，隸屬於新竹州竹南郡三灣庄，大字下有「大銅鑼圈」、「小銅鑼圈」小字名。
戰後三灣庄改制為三灣鄉，隸屬於新竹縣，大字亦改制為村。1950年桃、竹、苗分治，三灣鄉改隸屬於苗栗縣。

## 聚落
本地區發展較早的聚落有小銅鑼圈、大銅鑼圈、下大銅鑼圈、上大銅鑼圈等，在日治期初期的官方地圖上已有記載。此外，本地區尚有小份、九寮坪、湖農新村等聚落。

## 交通
省道台3線俗稱「內山公路」，是臺北至屏東的幹道，其中中壢至豐原路段又稱「中豐公路」，大致以縱向經過銅鑼圈地區西北部邊界地帶。由該道路向北可前往珊珠湖、峨眉、北埔、竹東下公館等地等地；向南可前往三灣市區、獅潭、汶水、大湖、卓蘭等地。
縣道124號是保安林至仙山口（原竹南至獅潭）的道路，與省道台3線共線經過本地區西北部邊界地帶。由該道路向北與省道台3線共線可前往珊珠湖後轉西獨行以前往頭份、竹南並止於海邊道路口，向南與省道台3線共線至三灣市區東北郊轉向南南西獨行經過市區，至三灣國中前再度與省道台3線共線，約100公尺後獨行轉向東南再轉東可前往南庄、獅潭並止於省道台3線路口。
鄉道苗18線是銅鏡至大埔水庫道路的一部分，也是原跨縣鄉道「苗竹18線」的苗栗縣境內路段，其西側端點位於本地區西北部省道台3線／縣道124號共線路口。由此向東南轉東北東再轉東南東蜿蜒而行，並冲於銅富大橋北側的苗栗縣、新竹縣界。終點處為十字路口，轉向北為新竹縣鄉道竹81線（原跨縣鄉道「苗竹18線」的新竹縣境內路段），轉向南為鄉道苗18-1線，直行向東南轉東為鄉道竹49線。
鄉道苗18-1線是峨眉鄉界至大銅鑼圈的道路，其北側端點位於本地區東北部苗栗縣、新竹縣界的銅富大橋北側鄉道苗18線東側端點處。由此向南蜿蜒而行，可前往大銅鑼圈聚落東南側並止於鄉道苗19線路口。
鄉道苗19線是銅鏡至北灣的道路，大致以西南—東北走向轉西北—東南走向蜿蜒經過本地區。由該道路向西南可前往三灣市區北郊並止於省道台3線／縣道124號共線路口，向東南可前往崁頂寮、北灣並止於縣道124號路口。